# Mathias Normann
Pour les articles homonymes, voir Normann.
Mathias Normann, né le 28 mai 1996 à Svolvær en Norvège, est un footballeur international norvégien qui joue au poste de milieu central à Al-Sailiya SC.

## Biographie

### Débuts professionnels
Né à Svolvær en Norvège, Mathias Normann commence le football au FK Lofoten (en), avant de rejoindre le FK Bodø/Glimt en 2013, où il intègre d'abord les équipes de jeunes. En 2015, il est prêté à l'Alta IF, avant de retourner dans son club initial, où il découvre le championnat de Norvège de première division.
Le 20 juillet 2017 il rejoint le club de Brighton, en Angleterre, mais est prêté dès le 16 août suivant au Molde FK. Il fait alors la rencontre de Ole Gunnar Solskjær, entraîneur de l'équipe à cette époque. Le 26 janvier 2018, le Molde FK annonce la prolongation du prêt de Normann au club. Avec cette équipe il marque un seul but, contre le Sarpsborg 08 FF, le 7 mai 2018 en championnat (2-2 score final).

### FK Rostov
Sans avoir joué le moindre match avec l'équipe première de Brighton, Mathias Normann s'engage le 28 janvier 2019 avec le club russe du FK Rostov.
Il joue son premier match sous ses nouvelles couleurs le 3 mars 2019, lors d'une rencontre du championnat de Russie face au FK Ienisseï Krasnoïarsk. Il est titulaire ce jour-là, et les deux équipes font match nul (1-1).

### Norwich City
Le 29 août 2021, Mathias Normann est prêté pour une saison avec option d'achat à Norwich City.
Normann inscrit son premier et unique but pour Norwich le 6 novembre 2021, lors d'une rencontre de championnat face au Brentford FC. Titulaire, il ouvre le score après six minutes de jeu et participe à la victoire de son équipe par deux buts à un.

### Dynamo Moscou
Le 6 septembre 2022, Mathias Normann est prêté au Dynamo Moscou pour une saison. Le club dispose d'une option d'achat sur le joueur.

### Al-Raed FC
Le 20 août 2023, Mathias Normann prend la direction de l'Arabie saoudite afin de s'engager en faveur de l'Al-Raed FC.
Normann marque son premier but avec Al-Raed le 27 avril 2024, lors d'une rencontre de championnat face à Al-Ettifaq. Titulaire, il marque le but égalisateur de son équipe dans le temps additionnel (2-2 score final).

### Al-Sailiya SC
Le 26 juillet 2025, Mathias Normann part au Qatar pour s'engager avec le Al-Sailiya SC pour une durée de deux ans.

### En équipe nationale
Avec les moins de 17 ans, il reçoit deux sélections en février 2013, lors de matchs amicaux contre la Pologne et le Danemark.
Mathias Normann reçoit sa première sélection avec l'équipe de Norvège espoirs face à la république d'Irlande, le 5 octobre 2017. Lors de cette partie, les deux équipes se séparent sur un score nul et vierge (0-0).
Mathias Normann honore sa première sélection avec l'équipe nationale de Norvège le 5 septembre 2019 face à Malte. Il entre en jeu ce jour-là et son équipe s'impose sur le score de 2-0.
Normann inscrit son premier but en sélection le 8 octobre 2020, lors de la demi-finale des play-offs de la Ligue C des matchs éliminatoires de l'Euro 2020. La Norvège affronte alors la Serbie qui ouvre le score à la 81e minute de jeu sur un but de Sergej Milinković-Savić. Normann vient ensuite redonner espoir aux siens en égalisant d'une frappe du droit à l'entrée de la surface de réparation qui termine dans le petit filet, deux minutes avant la fin du temps réglementaire. Toutefois son équipe s'incline en prolongation sur un autre but de Milinković-Savić, qui élimine les Norvégiens (1-2 score final).